# James Carroll Robinson

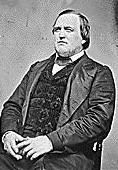
James Carroll Robinson

James Carroll Robinson (* 19. August 1823 bei Paris, Illinois; † 3. November 1886 in Springfield, Illinois) war ein US-amerikanischer Politiker. Zwischen 1859 und 1875 vertrat er mehrfach den Bundesstaat Illinois im US-Repräsentantenhaus.

## Werdegang
Im Jahr 1825 kam James Robinson mit seinen Eltern in das Clark County, wo er später eine eingeschränkte Schulausbildung erhielt. Danach arbeitete er in der Landwirtschaft. Während des Mexikanisch-Amerikanischen Krieges diente er als Korporal in den amerikanischen Streitkräften. Nach einem Jurastudium und seiner 1850 erfolgten Zulassung als Rechtsanwalt begann er in Marshall in diesem Beruf zu arbeiten. Gleichzeitig schlug er als Mitglied der Demokratischen Partei eine politische Laufbahn ein.
Bei den Kongresswahlen des Jahres 1858 wurde Robinson im siebten Wahlbezirk von Illinois in das US-Repräsentantenhaus in Washington, D.C. gewählt, wo er am 4. März 1859 die Nachfolge von Aaron Shaw antrat. Nach zwei Wiederwahlen konnte er bis zum 3. März 1865 drei Legislaturperioden im Kongress absolvieren. Seit 1863 vertrat er dort den elften Distrikt seines Staates. Diese Zeit war von den Ereignissen des Bürgerkrieges geprägt. Von 1861 bis 1865 war er Vorsitzender des Committee on Mileage.
Im Jahr 1864 verzichtete Robinson auf eine weitere Kandidatur. Stattdessen bewarb er sich erfolglos um das Amt des Gouverneurs von Illinois. In den folgenden Jahren praktizierte er wieder als Anwalt. Seit 1869 übte er diesen Beruf in Springfield, der Hauptstadt von Illinois, aus. Bei den Wahlen des Jahres 1870 wurde Robinson im achten Bezirk von Illinois als Nachfolger von Shelby Moore Cullom in den Kongress gewählt. Nach einer Wiederwahl im zwölften Distrikt konnte er bis zum 3. März 1875 zwei weitere Legislaturperioden im Parlament verbringen.
1874 lehnte Robinson eine weitere Kandidatur ab. Nach dem Ende seiner Zeit im US-Repräsentantenhaus arbeitete er wieder als Jurist. 1886 wurde er Mitglied der Viehzüchterkommission des Staates Illinois (Board of Livestock Commissioners). Er starb am 3. November desselben Jahres in Springfield.